# Aiffres
Aiffres é uma comuna francesa na região administrativa da Nova Aquitânia, no departamento de Deux-Sèvres. Estende-se por uma área de 25,72 km². Em 2010 a comuna tinha 5 603 habitantes (densidade: 217,8 hab./km²).